# Krępiec (gromada)
Krępiec – dawna gromada, czyli najmniejsza jednostka podziału terytorialnego Polskiej Rzeczypospolitej Ludowej w latach 1954–1972.
Gromady, z gromadzkimi radami narodowymi (GRN) jako organami władzy najniższego stopnia na wsi, funkcjonowały od reformy reorganizującej administrację wiejską przeprowadzonej jesienią 1954 do momentu ich zniesienia z dniem 1 stycznia 1973, tym samym wypierając organizację gminną w latach 1954–1972.
Gromadę Krępiec z siedzibą GRN w Krępcu utworzono – jako jedną z 8759 gromad na obszarze Polski – w powiecie lubelskim w woj. lubelskim na mocy uchwały nr 12 WRN w Lublinie z dnia 5 października 1954. W skład jednostki weszła część obszaru dotychczasowej gromady Minkowice (położona na południe od toru kolejowego Lublin-Chełm, czyli bez współczesnych Minkowic-Kolonii) oraz części obszarów dotychczasowych gromad Krępiec, Krępiec Nowy, Kazimierówka i Franciszków (które nie weszły w obręb nowo utworzonej gromady Adampol) ze zniesionej gminy Mełgiew w tymże powiecie. Dla gromady ustalono 24 członków gromadzkiej rady narodowej.
Gromada przetrwała do końca 1972 roku, czyli do kolejnej reformy gminnej.